# Орден Честі (Грузія)
Орден Честі — державна нагорода Грузії, заснована рішенням Парламенту Грузії 24 грудня 1992 для нагородження громадян за заслуги в різних областях державної та суспільної діяльності.

## Положення про нагороду
Орденом Честі нагороджуються громадяни, які взяли участь в процесі створення незалежного уряду і що проявили при цьому самопожертвування, героїзм та активну участь у державній діяльності, обороні, захисті громадського порядку, сільському господарстві, охороні здоров'я, досягненнях в галузях науки, освіти, культури, літератури, мистецтва та спорту.

Нагородженим орденом Честі вручається грошова премія в розмірі 30 мінімальних зарплат.

## Знак ордену
| Лицьовий бік | Зворотній бік |
| ------------ | ------------- |
|              |               |
|              |               |